# Confessions (film, 2022)
Pour les articles homonymes, voir Confession (homonymie).
Pour plus de détails, voir Fiche technique et Distribution.
Confessions (Confessions d'un tueur à gages en France). est un film québécois réalisé par Luc Picard sorti en salle le 20 juillet 2022. Scénario écrit par Sylvain Guy et basé sur le livre Gallant: confessions d'un tueur à gages des journalistes Félix Séguin et Éric Thibault, le long métrage relate la vie du tueur à gages québécois Gérald Gallant. 

## Distribution
- Luc Picard : Gérald Gallant
- David La Haye : Donald «Dolly» Lemaire
- Sandrine Bisson : Jocelyne Lacroix
- Éveline Gélinas : Pauline Gallant
- Dany Boudreault : Carlo
- Emmanuel Charest : Sergent Claude St-Cyr
- Jean-François Boudreau : Marc Larose
- Bobby Beshro : Réjean Deslauriers
- Maxim Gaudette : Rodrigue «Rod» Lemay
- Catherine De Léan : Jacynthe Gallant, 1963
- Louise Portal : Jacynthe Gallant
- Raymond Cloutier : Germain Gallant

## Distinctions

### Nominations
- Prix Écrans canadiens 2022 :
  - Meilleur acteur de soutien pour David La Haye
  - Meilleur scénario adapté pour Sylvain Guy
  - Meilleure coiffure